# I fratelli Karamazoff
I fratelli Karamazoff è un film del 1947 diretto da Giacomo Gentilomo.
Il soggetto è tratto dal romanzo di Fëdor Dostoevskij I fratelli Karamazov, ultimo della produzione letteraria dello scrittore russo.
Le musiche di Renzo Rossellini furono premiate nel 1948 con il Nastro d'argento alla migliore colonna sonora.

## Trama
Tra Fjodor Karamazoff e il primogenito Dimitri c'è un odio latente; quest'ultimo, oberato dai debiti, aspira da tempo ad avere la sua parte dell'eredità paterna, è fidanzato con Caterina Ivanovna ma in realtà è innamorato di Gruschenka, che ricambia ma accetta anche la corte di altri uomini e i regali dello stesso padre Fjodor. Il secondo figlio, Ivan, è innamorato non corrisposto di Caterina; il timido Aljosha non riesce a dichiararsi a Lisa, che è paralizzata, mentre un quarto figlio naturale di Fjodor, Smerdiakoff, suo servo, è sofferente di epilessia.
Quando il vecchio Fjodor viene ritrovato morto, Dimitri viene tratto in arresto e al processo che segue varie testimonianze lo scagionerebbero ma alla fine un colpo di scena fa sì che tutti i rancori tra i familiari tornino a galla: Ivan impazzisce, il servo Smerdiakoff viene trovato morto per impiccagione, Dimitri viene condannato a vent'anni di lavori forzati in Siberia assieme a Grushenka e Caterina, che ha aperto gli occhi troppo tardi sull'amore di Ivan, per salvare Dimitri deve firmare un salvacondotto che lo fa fuggire a una stazione di transito.

## Distribuzione
Il film fu distribuito nelle sale cinematografiche italiane il 4 dicembre 1947.